# Paul Davies
Paul Charles William Davies (Londres, 22 de abril de 1946) é um físico, escritor e apresentador de origem britânica, reconhecido internacionalmente. Atualmente ocupa o cargo de professor de Filosofia Natural no Centro Australiano de Astrobiologia na Universidade de Macquaire, Sydney. Doutor pela Universidade de Londres, trabalhou também nas universidades de Cambridge, Newcastle upon Tyne e Adelaide. Seus campos de pesquisa incluem cosmologia, teoria quântica de campos e Astrobiologia. Desde 2005, ocupa a liderança da SETI: Post-Detection Science and Technology Taskgroup da International Academy of Astronautics.

## Prêmios
O talento de Davies como divulgador científico foi reconhecido na Austrália com um Advance Australia Award e dois Eureka Prizes. No Reino Unido ganhou a Kevin Medal and Prize em 2001 pelo Instituto de Física e o Prêmio Michael Faraday de 2002 pela Royal Society. Por suas contribuições às implicações mais profundas da ciência, recebeu o Prêmio Templeton de 1995.

## Livros

### Em português
- O Átomo Assombrado; Gradiva; Lisboa; 2001; ISBN 9726621941.
- Como Construir uma Máquina do Tempo; Gradiva; Lisboa; 2003; ISBN 9726628865.
- Deus e a Nova Física; Edições 70; Lisboa; 2000, ISBN 9724401782 (edição cartonada do Círculo de Leitores em Dezembro de 1999)
- O Enigma do Tempo; Ediouro; Rio de Janeiro; 2000; ISBN 8500330503.
- A Mente de Deus; Ediouro; Rio de Janeiro; 1994; ISBN 8500826940.
- Outros Mundos; Edições 70; Lisboa; 1987, ISBN 9724405281.
- O Quinto Milagre; Companhia das Letras; São Paulo; 2000; ISBN 8571649936.
- Superforça; Gradiva; Lisboa;
- Os Três Últimos Minutos; Rocco; Rio de Janeiro; 1994; ISBN 8532504957.

### Em inglês
- God and the New Physics; Reprint edition; Simon & Schuster; 1984; ISBN 0671528068.
- The Matter Myth: Dramatic Discoveries That Challenge Our Understanding of Physical Reality (com John Gribbin); Simon & Schuster; 1992; ISBN 0671728415.
- The New Physics; New Ed edition; Cambridge University Press; 1992; ISBN 0521438314.
- Mind of God: The Scientific Basis for a Rational World; Reprint edition; Simon & Schuster; 1993; ISBN 0671797182.
- ABOUT TIME: Einstein's Unfinished Revolution; Simon & Schuster; 1996; ISBN 0684818221.
- Are We Alone?: Philosophical Implications of the Discovery of Extraterrestrial Life; Basic Books; 1996; ISBN 0465004199.
- The Last Three Minutes: Conjectures About the Ultimate Fate of the Universe; Basic Books; 1997; ISBN 0465038514.
- Other Worlds; Reprint edition; Penguin Books; 1997; ISBN 0140138773.
- The FIFTH MIRACLE: The Search for the Origin and Meaning of Life; Simon & Schuster; 2000; ISBN 068486309X.
- How to Build a Time Machine; Penguin; 2003; ISBN 0142001864.

- Home page na Universidade de Macquaire
- Entrevista com Paul Davies para Astroseti.Org
- SETI: Post-Detection Science and Technology Taskgroup

### Em português
- O que é a ciência?
- Como construir uma máquina do tempo